# Bunsen ist ein Biest
Bunsen ist ein Biest (Originaltitel: Bunsen is a Beast) ist eine US-amerikanische Zeichentrickserie, die von Butch Hartman erdacht wurde. Die Musik ist von Guy Moon.

## Handlung
Bunsen ist ein Biest und versucht, in einer Menschenstadt zurechtzukommen. Im Grunde kommen fast alle Leute gut mit ihm zurecht. Nur das bösartige Mädchen Amanda kann ihn nicht leiden. Glücklicherweise hilft Bunsens bester menschlicher Freund Mikey ihm.

## Hauptfiguren
- Bunsen: Bunsen ist ein junges Biest und hat seltsame Fähigkeiten. So kann er sich zwei zusätzliche Arme wachsen lassen und seinen Kopf abnehmen. Er versucht, von den Menschen in der fiktiven Stadt Muckledunk akzeptiert zu werden. Er lebt in einem Haus, in dem alle Gegenstände lebendig sind, inklusive seines Hauses selbst.
- Mikey Munroe: Mikey ist sowohl Bunsens Mitschüler als auch sein bester menschlicher Freund. Er ist oft übermotiviert, für seine Freunde ist er jedoch immer da. Seine überbesorgten Eltern sind ihm peinlich.
- Amanda Killman: Sie ist die Fluraufsicht in der Muckledunk Mittelschule und misstraut allem was anders ist, was Bunsen somit zum idealen Hassobjekt für sie macht. Amanda benutzt verschiedene Apparate und Pläne, um Bunsen zu vertreiben, was aber immer schiefgeht und sich sogar oftmals gegen sie kehrt. Sie scheint außerdem sehr wohlhabend zu sein. Ihre Beziehung zu Mikey ist sehr wankelmütig, da sie ihn einmal hasst und einmal mag.

### Nebenfiguren
- Darcy: Sie ist ein hyperaktives, fröhliches Mädchen. Sie geht nicht in die Schule, weil sie zu Hause unterrichtet wird. Sie mag Mikey und Bunsen recht gerne, obwohl ihr Benehmen die beiden sehr verstört.
- Sophie Sanders: Sie ist das schönste Mädchen in der Klasse und Mikeys absolute Traumfrau. In ihrer Gegenwart ist er überhaupt nicht in der Lage, vernünftig zu sprechen. Dies deutet Sophie, die ihrerseits in Mikey verliebt ist, jedoch als Ablehnung, was sie sehr oft bekümmert.
- Miss Flap: Sie ist Bunsens und Mikeys Klassenlehrerin. Sie ist jedoch recht wunderlich und oft lässt sie die für einen Lehrer übliche Reife sehr vermissen.

## Crossover
- In Episode 7 Beast of Friends gelangen Bunsen und Mikey durch ein Portal nach Dimmsdale, wo sie Timmy Turner sowie dessen Zauberpaten Cosmo und Wanda (vgl. Cosmo und Wanda - Wenn Elfen helfen) treffen. Amanda verbündet sich derweil mit Denzel Crocker.

## Synchronisation
Die deutsche Fassung entstand bei EuroSync unter der Regie von Sven Plate.
| Name           | Originalsprecher | Deutscher Sprecher |
| -------------- | ---------------- | ------------------ |
| Bunsen         | Jeremy Rowley    | Gerald Schaale     |
| Mikey Munroe   | Ben Giroux       | Carsten Otto       |
| Amanda Killman | Kari Wahlgren    | Alice Bauer        |
| Darcy          | Cristina Milizia | Peggy Pollow       |
| Sophie Sanders | Kari Wahlgren    | Luisa Wietzorek    |
| Miss Flap      | Cheri Oteri      | Daniela Hoffmann   |